# 國立彰化女子高級中學
國立彰化女子高級中學（英語：National Changhua Girls' Senior High School，CHGSH），簡稱彰化女中、彰女，舊稱省彰女。位於台灣彰化縣彰化市，是隸屬於教育部國民及學前教育署的普通型高級中等學校，創立於1919年4月，日治時期為中台灣台籍女學生主要就讀學校。校徽為鳳凰，上面繡有彰女字樣，白衣黑裙制服為其象徵。

## 學校歷史

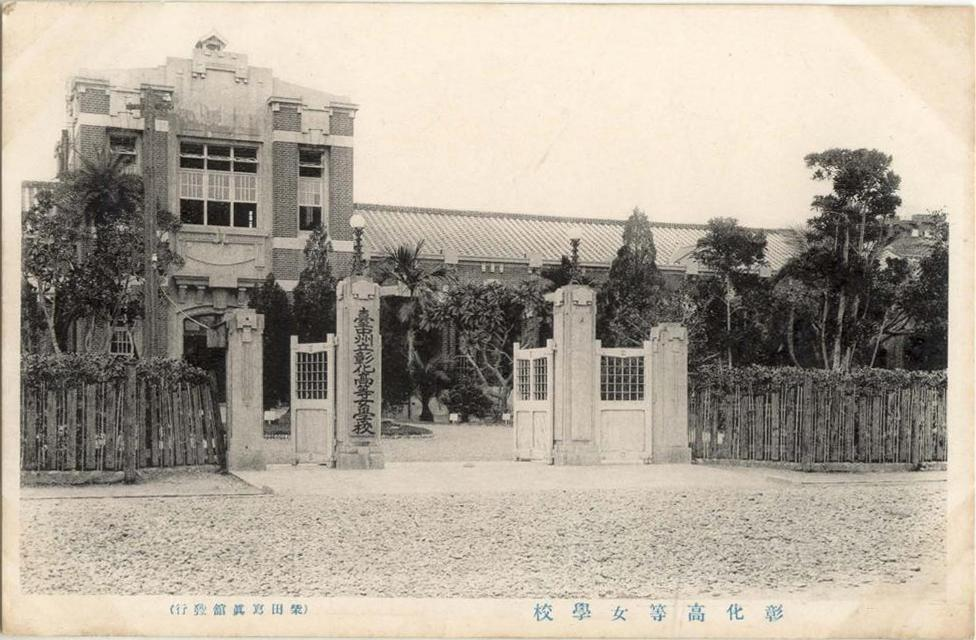
日治時期的「臺中州立彰化高等女學校」

- 1919年（大正8年），臺灣公立彰化女子高等普通學校。
- 1921年（大正10年），改隸臺中州屬，更名為臺中州立彰化女子高等普通學校，並設師範講習科及實習小學。彰化高女是中台灣台籍女學生主要就讀的學校。
- 1922年（大正11年），更名為臺中州立彰化高等女學校。
- 1945年（民國34年），中華民國國民政府接收臺灣，更名為台灣省立彰化女子中學。
- 1967年（民國56年），更名為台灣省立彰化女子高級中學。
- 2000年（民國89年），配合臺灣省政府功能業務與組織調整（精省）政策，更名為國立彰化女子高級中學。

## 歷任校長

### 日治時期
1. 渡邊末造
2. 大河原欽吾
3. 鈴木萬吾
4. 隈部至德
5. 龜山相次

### 民國時期
- 第一任：丑澤蘭（1945年12月—1946年5月）
- 第二任：黃　濬（1946年6月—1947年2月）
- 第三任：皇甫珪（1947年3月—1950年6月）
- 第四任：林詩閣（1950年7月—1950年8月）
- 第五任：傅曉峰（1950年8月—1953年1月）
- 第六任：吳子我（1953年2月—1956年2月）
- 第七任：黃東生（1956年2月—1957年6月）
- 第八任：葉淑仁（1957年6月—1959年6月）
- 第九任：沈雅利（1959年6月—1966年8月）
- 第十任：景生然（1966年8月—1968年9月）
- 第十一任：卜慶葵（1968年9月—1979年8月）
- 第十二任：謝玉英（1979年8月—1992年1月）
- 第十三任：賀玉琴（1992年2月—1998年1月）
- 第十四任：陳月瓊（1998年2月—2000年1月）
- 第十五任：蕭惠蘭（2000年2月—2004年7月）
- 第十六任：孔建國（2004年8月—2012年7月）
- 第十七任：鄭曜忠（2012年8月—2018年7月）
- 第十八任：陳香妘（2018年8月—迄今）

## 外部連結
- 彰化女中（页面存档备份，存于）
- 台灣深藍學生論譠-彰化女中版
- 维基共享资源上的相關多媒體資源：國立彰化女子高級中學

### 閱讀
- 陳瑛珣 . 日治臺灣女子教育的現代精神――以彰化高女為例（页面存档备份，存于）.